# Fly on the wall (canción de t.A.T.u)
«Fly On the Wall» es el 10º sencillo del álbum de t.A.T.u., Vesyolye Ulybki, y 9° del álbum Waste Management. La música y la letra de la canción están compuestas por Josh Alexander y Billy Steinbarg, arregladas por Josh Alexander, Keely Hawkes y Chris Garcia. Mezclado por Dave Russell y producido por Josh Alexander y Billy Steinbarg.
Fly on the wall ha alcanzado muy buenas ventas en iTunes, convirtiéndose en uno de los grandes éxitos de este disco, tanto en México como en Russia. Sin embargo, el track no forma parte de los sencillos publicitarios de esta banda rusa.
- Datos: Q5863386